# (523687) 2014 DF143
(523687) 2014 DF143 est un objet transneptunien faisant partie des cubewanos d'un diamètre estimé à 360 km, ce qui le qualifie comme un candidat au statut de planète naine.